# Броненосці берегової оборони типу «Дхонбурі»

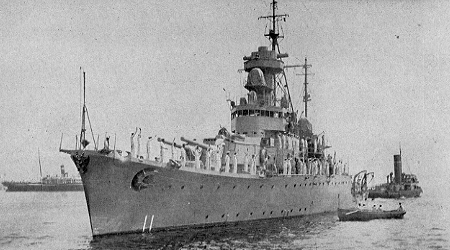
"Дхонбурі" у Йокогамі, 1938 рік.

Кораблі типу «Дхонбурі» - тип броненосців берегової облорони Королівського Тайського флоту, останніх побудованих кораблів цього класу. Два броненосці були побудовані "Кавасакі" та були поставлені  1938 року. Брали участь у франко-тайській війні.

## Конструкція
"Дхонбурі" та однотипний корабель, Sri Ayudhya були сконструйовані після досвіду експлуатації більш ранніх, але подібних за тактичним призначенням канонерських човнів типу "Ратакосіндра" Ці канонерські човни, побудовані у Великій Британі, несли легку броню та мали дві баштові установки 6 дюймових (152 міліметрових) гармат. .За уряду Плека Пібусонграма, ВМС почали програму модернізації. Пріоритетом був захист протяжного узбережжя Таїланду. Канонерські човни з невеликою осадкою розглядалися як оптимальний тип кораблів. Кілька фірм з європейських країн запропонували різноманітні конструкції, але врешті-решт перевагу надали японській кампанії "Кавасакі".
Нові кораблі фактично були збільшеними канонерськими човнами типу "Ратакосіндра". Їх заклали на верфі Кавасакі 1936 року. Перший корабель, Sri Ayuthia, був спущений на воду  21 липня 1937. Побудовані "лінкори" як їх називали у Таїланді того часу, мали тонажність  2,265 тон, посилений у порівнчянні з попередниками броньований захист (прикривав машини та гармати) та мав спарені дизельні двигуни  виробництва MAN.

### Озброєння
Озброєння складалося з чотирьох 8 дюймових (203 міліметрових гармат) з довжиною ствола 50 калібрів, установлених попарно у дві башти. Ці японські гармати були однотипні встановленим на перших серіях важких крейсерів Імперського флоту Японії, а також авіаносцях  "Акагі" and "Кага". Максимальна дальність ураження цих гармат становила 24 000 метрів, найвищий кут підйому - 25 градусів. Над містком був встановлена апаратура управління вогнем для головного калібру. Додаткове озброєння складали зенітні гармати, 76 міліметрові та 40 міліметрові автоматичні.

### Громадська думка
Нові кораблі із захопленням були прийняті сіамським флотом. Придбання подальших кораблів такого типу розглядалось урядом, але в кінцевому підсумку було прийнято рішення придбати два крейсери, побудовані у Італії в 1938 році. Проте, обидва кораблі були конфісковані Італією в 1941 році до того, як будівництво закінчилося, залишивши броненосці типу "Дхонбурі" найпотужнішими кораблями сіамського флоту. 

## Кораблі типу
| Назва корабля | Введено в експлуатацію | Списано з експлуатації | Виключені зі списків флоту | Доля |
| ------------- | ---------------------- | ---------------------- | -------------------------- | --- |
| Dhonburi      | 31 січня 1938 року     | 26 вересня 1941 року   | 19 червня 1959 року        | Сильно пошкоджений у битві за Ко Чанг 17 січня 1941 р . Перебудований і став навчальним кораблем, поки його не вдарили.       |
| Sri Ayudhya   | 19 липня 1938 року     | н / в                  | 8 жовтня 1959 року         | Потоплений авіацією та артилерією вірних урядові військ під час придушення тзв. "Манхетенського заколоту", 1 липня 1951 року. |